# 한말풍운과 민충정공
"한말풍운과 민충정공"(A Blood Bamboo)은 한국에서 제작된 윤봉춘 감독의 1959년 드라마 영화이다. 김동원 등이 주연으로 출연하였고 성동호 등이 제작에 참여하였다.

## 출연

### 주연
- 김동원
- 이민자
- 전옥
- 김신재
- 김승호

### 조연
- 이룡
- 이택균
- 이향
- 방수일
- 허장강
- 성소민
- 최성호
- 김칠성
- 임운학
- 하지만
- 강계식
- 송억
- 서월영
- 조항
- 김윤봉
- 이업동
- 노강
- 백일
- 김학
- 정국산
- 박영태
- 김수천
- 임동훈
- 김호연

## 기타
- 조명: 고해진
- 조연출: 조한민
- 조연출: 정환
- 조연출: 진성표
- 스크립터: 오덕환
- 음향: 이상만
- 음향: 손인호
- 녹음: 이경순
- 미술: 이봉선
- 의상: 미도라사